# リッソーネ
リッソーネ（イタリア語: Lissone）は、イタリア共和国ロンバルディア州モンツァ・エ・ブリアンツァ県にある、人口約46,000人の基礎自治体（コムーネ）。県内ではセレーニョと並び、県都モンツァに次ぐ人口を有するコムーネである。

## 地理

### 位置・広がり
モンツァ・エ・ブリアンツァ県中部に位置するコムーネで、県都モンツァから北西へ約4km、州都ミラノから北北東へ約17km、コモから南東へ約25kmの距離にある。

#### 隣接コムーネ

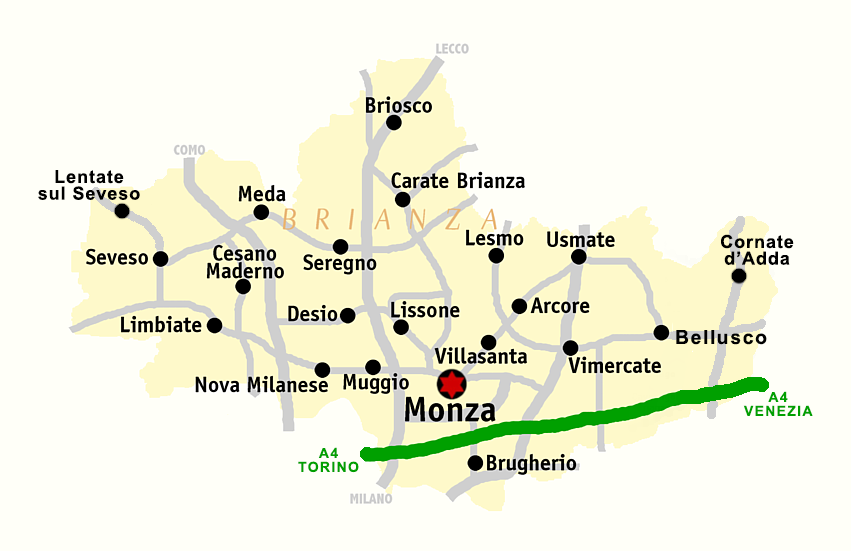
モンツァ・エ・ブリアンツァ県概略図

隣接するコムーネは以下の通り。
- アルビアーテ - 北
- ソヴィーコ - 北東
- マケーリオ - 北東
- ビアッソーノ - 北東
- ヴェダーノ・アル・ランブロ - 東
- モンツァ - 南東
- ムッジョ - 南西
- デージオ - 西
- セレーニョ - 北西

### 気候分類・地震分類
気候分類では、zona E, 2404 GGに分類される。
また、イタリアの地震リスク階級 (it) では、zona 3 (sismicità bassa) に分類される。

## 行政

### 分離集落
リッソーネには、以下の分離集落（フラツィオーネ）がある。
- Bareggia, Santa Margherita, Aliprandi